# 991
991 (CMXCI) je bilo navadno leto, ki se je po julijanskem koledarju začelo na četrtek.

## Dogodki
- 1. januar

## Smrti
Neznan datum
- Al-Mukaddasi, arabski geograf palestinskega porekla (* 846)